# Claude King
Claude King, född 5 februari 1923 i Keithville, Louisiana, död 7 mars 2013 i Shreveport, Louisiana, var en amerikansk countrysångare och låtskrivare, främst känd för hitlåten "Wolverton Mountain" från 1962.

## Biografi
King föddes i Keithville, Louisiana nära staden Shreveport. I unga år intresserade han sig för musik, men främst för friidrott.

## Diskografi

### Album
| Årtal | Album                      | Listplacering | Listplacering | Skivmärke |
| Årtal | Album                      | USA, Country  | USA           | Skivmärke |
| ----- | -------------------------- | ------------- | ------------- | --------- |
| 1962  | Meet Claude King           | —             | 80            | Columbia  |
| 1965  | Tiger Woman                | —             | —             | Columbia  |
| 1968  | The Best of Claude King    | —             | —             | Columbia  |
| 1969  | I Remember Johnny Horton   | 24            | —             | Columbia  |
| 1970  | Friend, Lover, Woman, Wife | —             | —             | Columbia  |
| 1971  | Chip 'N' Dale's Place      | 45            | —             | Columbia  |

### Singlar
| Årtal | Single                                           | Listplacering | Listplacering | Listplacering   | Album                      |
| Årtal | Single                                           | US, Country   | USA           | Kanada, Country | Album                      |
| ----- | ------------------------------------------------ | ------------- | ------------- | --------------- | -------------------------- |
| 1961  | "Big River, Big Man"                             | 7             | 82            | —               | Meet Claude King           |
| 1961  | "The Comancheros"                                | 7             | 71            | —               | Meet Claude King           |
| 1962  | "Wolverton Mountain"A                            | 1             | 6             | —               | Meet Claude King           |
| 1962  | "The Burning of Atlanta"                         | 10            | 53            | —               | bara på singel             |
| 1963  | "I've Got the World by the Tail"                 | 11            | 111           | —               | bara på singel             |
| 1963  | "Sheepskin Valley"                               | 12            | —             | —               | bara på singel             |
| 1963  | "Building a Bridge"                              | 12            | —             | —               | bara på singel             |
| 1963  | "Hey Lucille!"                                   | 13            | —             | —               | bara på singel             |
| 1964  | "That's What Makes the World Go Around"          | 33            | —             | —               | bara på singel             |
| 1964  | "Sam Hill"                                       | 11            | —             | 2               | bara på singel             |
| 1965  | "Whirlpool (Of Your Love)"                       | 47            | —             | —               | bara på singel             |
| 1965  | "Tiger Woman"                                    | 6             | 110           | —               | Tiger Woman                |
| 1966  | "Little Buddy"                                   | 17            | —             | —               | Tiger Woman                |
| 1966  | "Catch a Little Raindrop"                        | 13            | —             | —               | Tiger Woman                |
| 1966  | "Little Things That Every Girl Should Know"      | 50            | —             | —               | bara på singel             |
| 1967  | "The Watchman"                                   | 32            | —             | —               | bara på singel             |
| 1967  | "Laura (What's He Got That I Ain't Got)"         | 50            | —             | —               | bara på singel             |
| 1967  | "Yellow Haired Woman"                            | 59            | —             | —               | bara på singel             |
| 1968  | "Parchman Farm Blues"                            | 67            | —             | —               | bara på singel             |
| 1968  | "The Power of Your Sweet Love"                   | 48            | —             | —               | bara på singel             |
| 1969  | "Sweet Love On My Mind"                          | 52            | —             | —               | Friend, Lover, Woman, Wife |
| 1969  | "All for the Love of a Girl"                     | 9             | —             | —               | Friend, Lover, Woman, Wife |
| 1969  | "Friend, Lover, Woman, Wife"                     | 18            | —             | 14              | Friend, Lover, Woman, Wife |
| 1970  | "I'll Be Your Baby Tonight"                      | 33            | —             | 39              | Chip 'N' Dale's Place      |
| 1970  | "Mary's Vineyard"                                | 17            | —             | 13              | Chip 'N' Dale's Place      |
| 1971  | "Chip 'N' Dale's Place"                          | 23            | —             | 7               | Chip 'N' Dale's Place      |
| 1971  | "When You're Twenty-One"                         | 54            | —             | —               | bara på singel             |
| 1972  | "Darlin' Raise the Shade (Let the Sun Shine In)" | 57            | —             | 32              | bara på singel             |
| 1972  | "He Ain't Country"                               | 48            | —             | —               | bara på singel             |
| 1977  | "Cotton Dan"                                     | 94            | —             | —               | bara på singel             |

- A"Wolverton Mountain" toppade på #3 på Hot Adult Contemporary Tracks.